# Hashioki

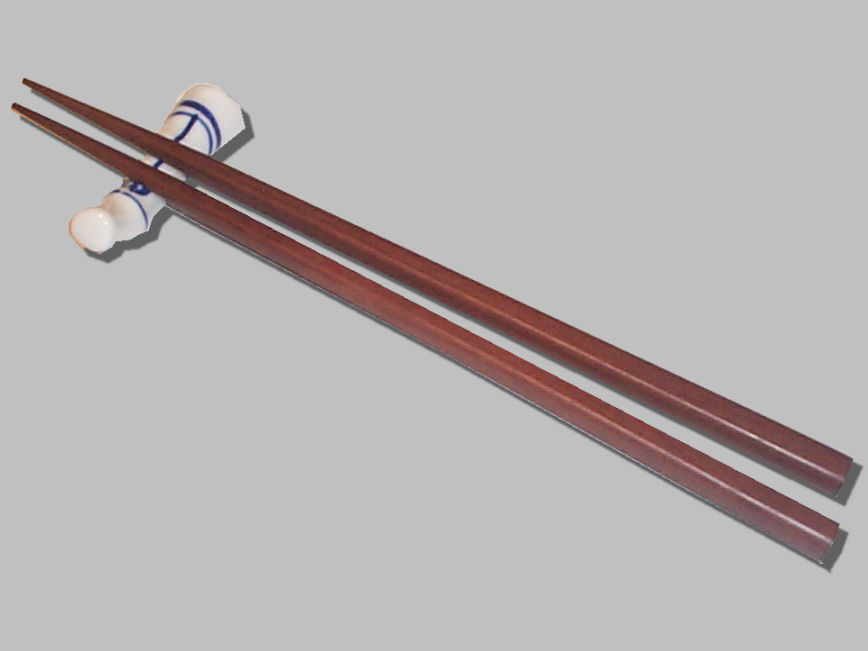
Essstäbchen auf Hashioki

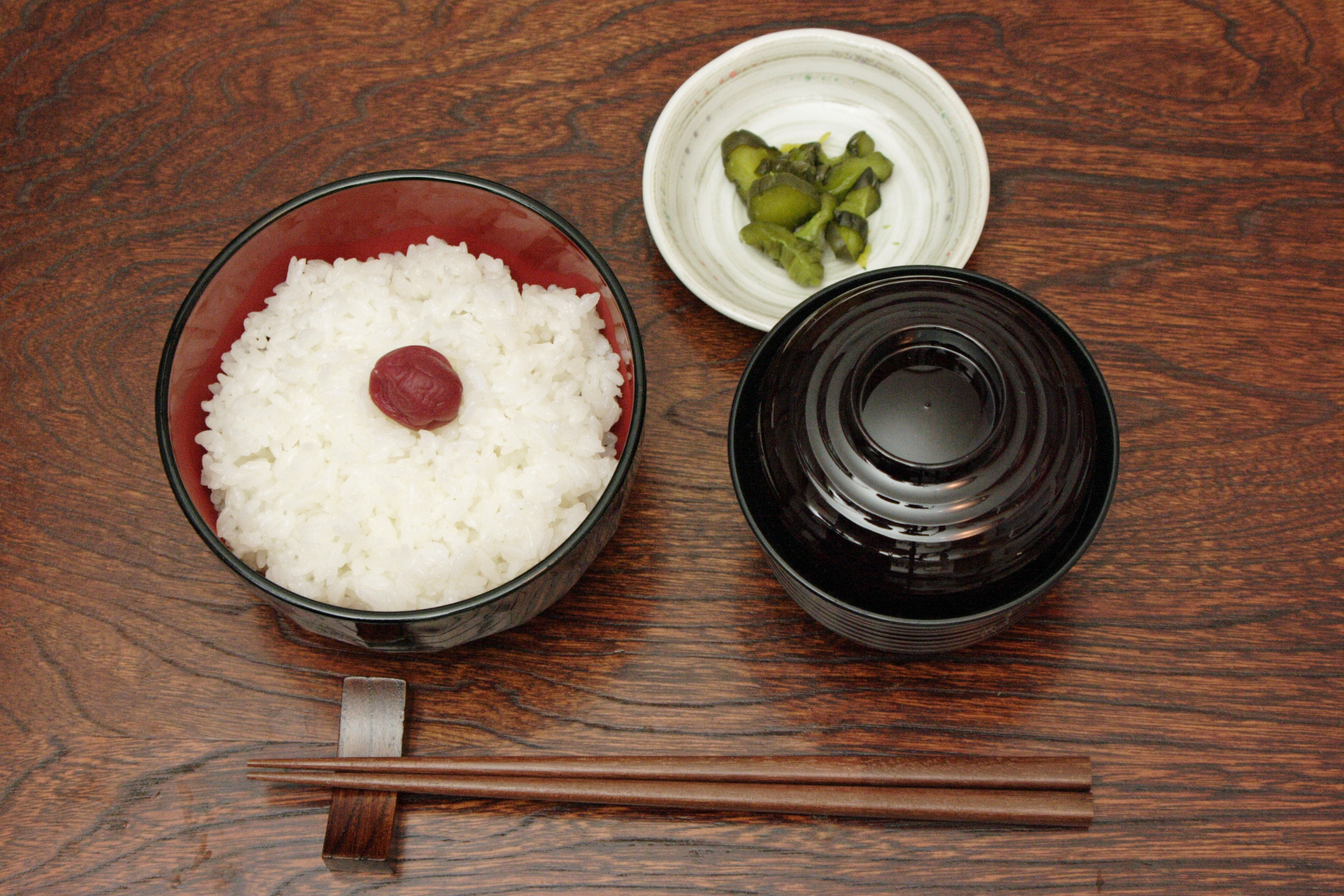
Typisches japanisches Gedeck

Hashioki (japanisch 箸置き ‚Essstäbchenhalter‘) ist ein traditioneller Bestandteil des japanischen Tischgeschirrs. Verwendet werden Hashioki, um Essstäbchen darauf abzulegen. Dies verhindert, dass der Tisch oder dessen Auflage verschmutzt wird oder dass die Stäbchen vom Tisch rollen.
Ein ähnliches Tischgeschirr in der westlichen Esskultur ist das Messerbänkchen.

## Herstellung
Gefertigt werden die Auflagen für die Essstäbchen aus verschiedensten Materialien: Holz, Ton, Glas oder edleren Materialien wie Jade.
Aus den Papierverpackungen von Einweg-Essstäbchen kann mit Origami ein behelfsmäßiges Hashioki hergestellt werden.

## Verwendung
Heute werden Hashioki auch in Japan meist eher zu förmlichen Anlässen verwendet. Dabei steht das Hashioki auf der vorderen linken Seite des Gedecks, die Stäbchen werden mit den Spitzen nach links, parallel zur Tischkante darauf gelegt.